# Arlesheim
Arlesheim (toponimo tedesco) è un comune svizzero di 9 287 abitanti del Canton Basilea Campagna, nel distretto di Arlesheim del quale è il capoluogo.

## Geografia fisica
Arlesheim si trova a 334 m s.l.m. nella bassa valle della Birsa (Birseck), tra il fiume e il monte Gempen. La superficie del territorio comunale è di circa 6,94 km², di cui il 53% coperto da boschi, il 35% da insediamenti urbani, l'11% da zone agricole e l'1% da superfici improduttive.

## Storia
Alcune grotte nella zona risultano abitate già dal V millennio a.C., ma il primo effettivo riscontro si ha in un documento apocrifo del 708. Nel 1239 fu venduta (citata come Arlisheim) dal monastero di Sant'Ottilia di Hohenbourg, in Alsazia, al vescovo di Basilea; dopo alterne vicende, nel 1435 fu integrato nella signoria episcopale del Birseck. Dal 1678 al 1792 fu sede della cattedrale e del capitolo della diocesi di Basilea.
Durante la Rivoluzione francese Arlesheim fu annesso all'effimera Repubblica Rauraciana (1792-1793); in seguito fece parte dei dipartimento del Mont-Terrible (1793-1800) e dell'Alto Reno (1800-1814). Nel 1815 la località venne assegnata al nuovo Canton Basilea e nel 1833 al nuovo Canton Basilea Campagna.
Dal 1 gennaio 2024 il borgo, grazie alla sua particolare bellezza architettonica, la sua storia e la posizione privilegiata in cui si trova è entrato a far parte dell'associazione "I borghi più belli della Svizzera".

## Monumenti e luoghi d'interesse
- Cattedrale di Arlesheim, dedicata a Santa Maria, eretta nel 1679-1681 da Franz Demess[1];
- Castello di Birseck[1], attestato dal 1243-1244[senza fonte];
- Ermitage, giardino all'inglese fondato nel 1785[1].
- Castello di Reichenstein, costruito intorno al 1200.

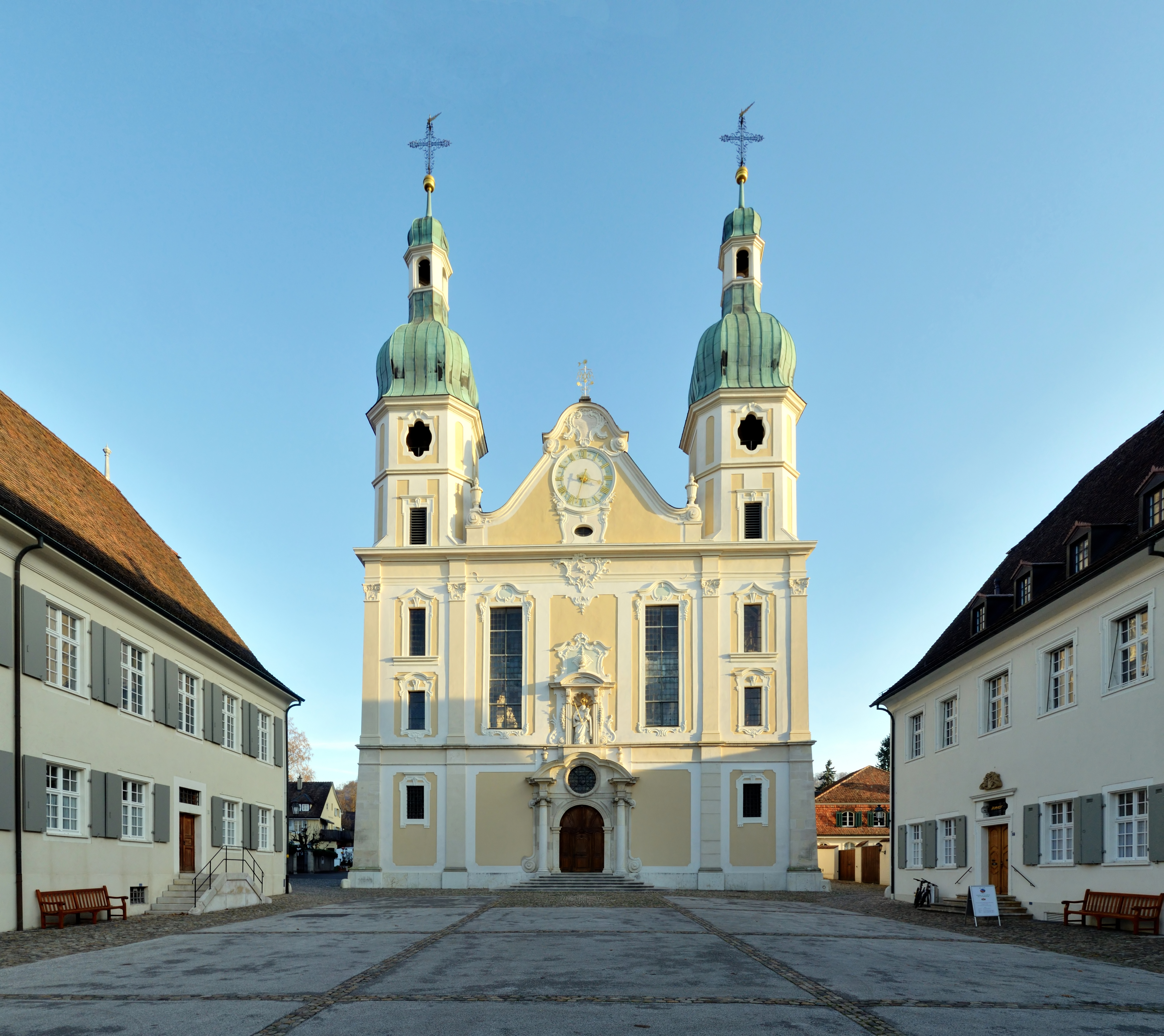
La cattedrale di Arlesheim
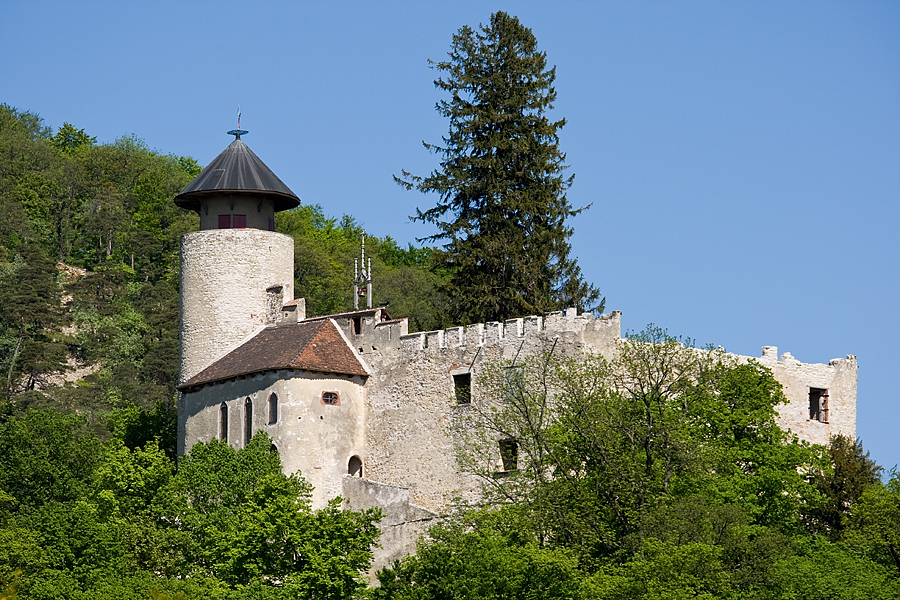
Il castello di Birseck
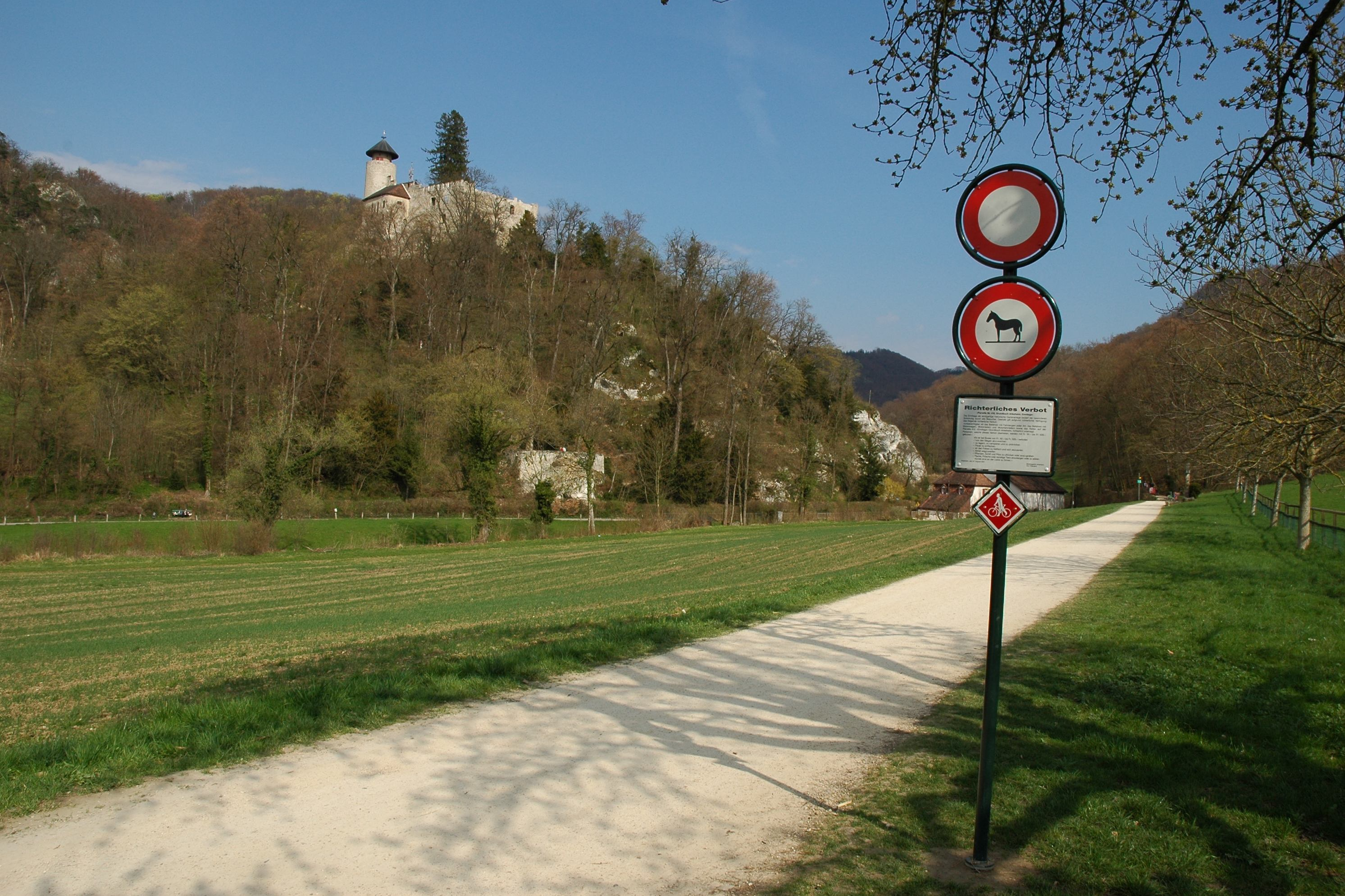
L'Ermitage, il giardino all'inglese
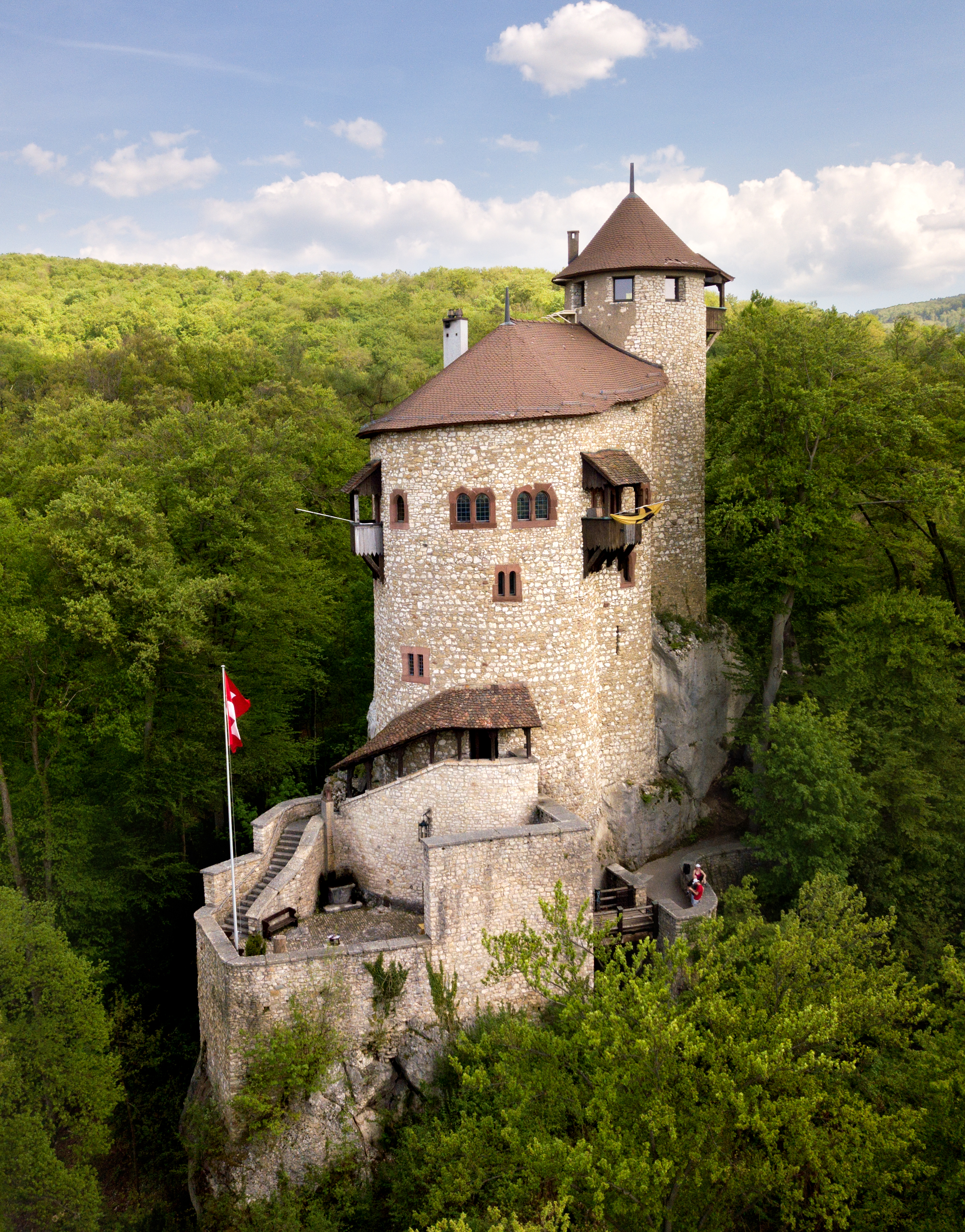
Il castello di Reichenstein

## Società

### Evoluzione demografica
L'evoluzione demografica è riportata nella seguente tabella:
Abitanti censiti

## Economia
Arlesheim è la sede della clinica antroposofica "Ita Wegman", fondata nel 1921, e della società farmaceutica Weleda, un gruppo con 20 filiali nel mondo che dà lavoro a 1 800 dipendenti.

## Infrastrutture e trasporti
Arlesheim è servita dalla stazione di Dornach-Arlesheim sulla ferrovia Basilea-Bienne.

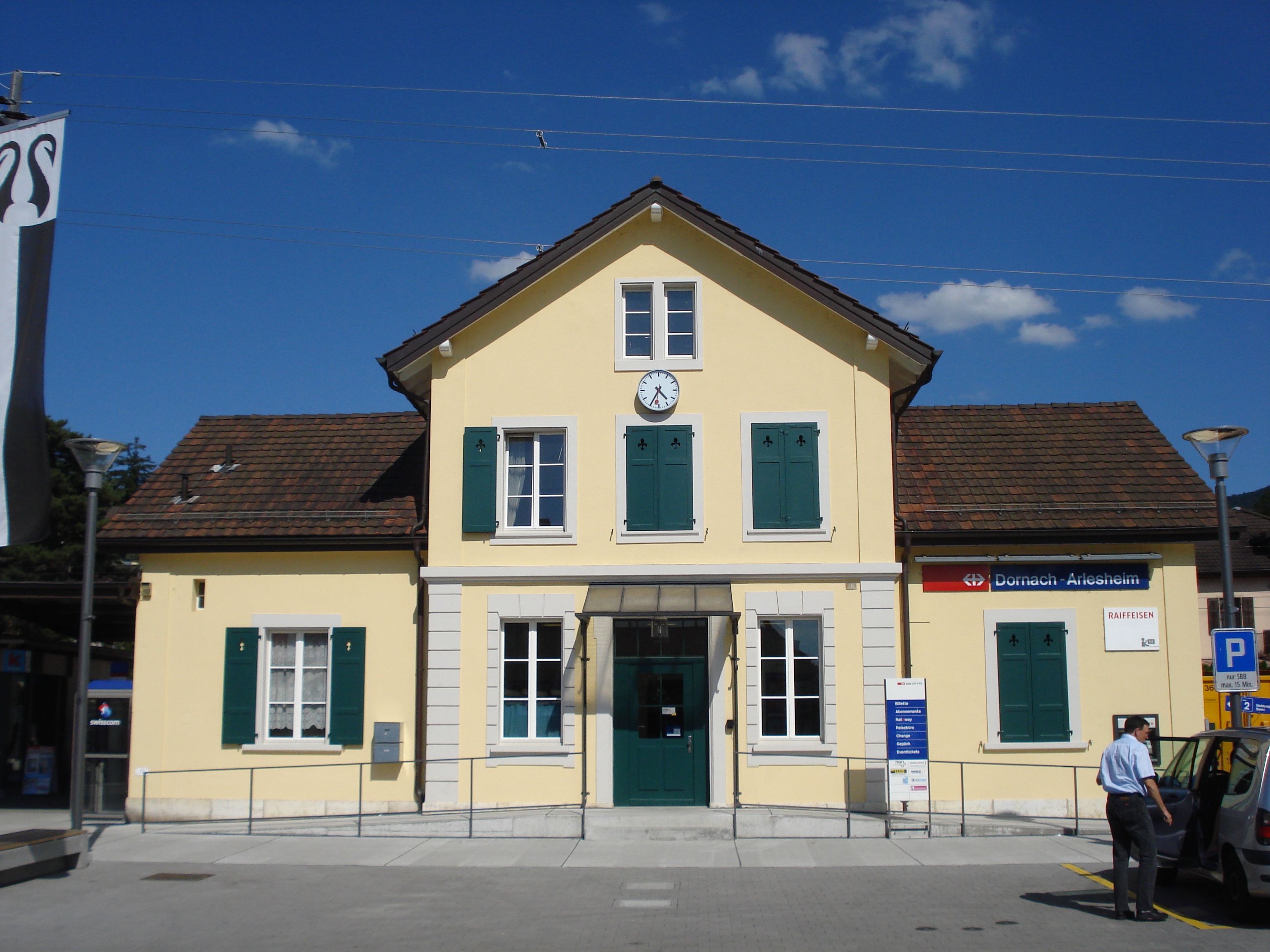
La stazione di Dornach-Arlesheim